# 2000年シドニーオリンピックのサッカー競技・男子
2000年シドニーオリンピックのサッカー競技・男子（2000ねんシドニーオリンピックのサッカーきょうぎ だんし）は9月13日から30日まで開催された。開催国のオーストラリアと各大陸予選を通過した23歳以下の代表15チーム、合わせて16チームが争う。また、24歳以上の選手（オーバーエイジ）を最大3名加えることが出来る。

## 大会方式
16ヶ国が出場。各大陸連盟ごとに出場枠が以下のとおり割り振られ、各地区予選の結果により本大会に進出した。
- 開催国（オーストラリア）1
- ヨーロッパ 4
- アフリカ 3.5
- アジア 3
- 南アメリカ 2
- 北中米カリブ海 2
- オセアニア 0.5

（オセアニア予選1位とアフリカ予選4位が大陸間プレーオフで最後の1枠を争う）
本大会に進出した16ヶ国を4チームずつ、A-Dの4つのグループに分けグループリーグを行った。グループリーグ上位2チームが決勝トーナメントに進出するレギュレーションであった。
選手の出場資格は2000年1月1日の時点で23歳以下の者とし、それ以外に3人までのオーバーエイジを認めた。

## 参加国
- オーストラリア
- ブラジル
- チリ
- カメルーン
- チェコ
- スペイン
- ホンジュラス
- イタリア
- 日本
- 韓国
- クウェート
- モロッコ
- ナイジェリア
- スロバキア
- アメリカ合衆国
- 南アフリカ

## 試合結果

### グループA
| 位 | 国             | 勝 | 分 | 負 | 得 | 失 | 差 | 点 |
| -- | -------------- | -- | -- | -- | -- | -- | -- | -- |
| 1. | イタリア       | 2  | 1  | 0  | 5  | 2  | +3 | 7  |
| 2. | ナイジェリア   | 1  | 2  | 0  | 7  | 6  | +1 | 5  |
| 3. | ホンジュラス   | 1  | 1  | 1  | 6  | 7  | -1 | 4  |
| 4. | オーストラリア | 0  | 0  | 3  | 3  | 6  | -3 | 0  |

| 2000年9月13日 20:00 |

| オーストラリア | 0–1 | イタリア    |
|                |     | ピルロ 81分 |

| メルボルン・クリケットグラウンド 入場者数: 103,252人 主審: ペーター・プレンデルガスト (ジャマイカ) |

| 2000年9月13日 18:30 |

| ナイジェリア                                            | 3–3 | ホンジュラス                    |
| イグビナドラー 50分 · アガリ 78分 · アイェグベニ 90+1分 |     | スアソ 35分, 76分 · レオン 60分 |

| ハインドマーシュ・スタジアム,アデレード 入場者数: 18,386人 主審: ルボシュ・ミヘル (スロバキア) |

| 2000年9月16日 20:00 |

| オーストラリア                    | 2–3 | ナイジェリア                                  |
| フォックス 41分 · ウェアマン 44分 |     | イケディア 16分 · アガホワ 22分 · アガリ 64分 |

| シドニー・フットボール・スタジアム 入場者数: 45,080人 主審: カルロス・エウジェニオ・シモン (ブラジル) |

| 2000年9月16日 18:30 |

| イタリア                                        | 3–1 | ホンジュラス       |
| コマンディーニ 12分, 22分 · アンブロジーニ 18分 |     | ネスタ 16分 (o.g.) |

| ハインドマーシュ・スタジアム 入場者数: 18,301人 主審: Jun Lu (中国) |

| 2000年9月19日 20:00 |

| オーストラリア       | 1–2 | ホンジュラス     |
| ロサレス 51分 (o.g.) |     | スアソ 3分, 60分 |

| シドニー・フットボール・スタジアム 入場者数: 44,788人 主審: Mourad Daami (チュニジア) |

| 2000年9月19日 18:30 |

| イタリア             | 1–1 | ナイジェリア |
| オクノオ 65分 (o.g.) |     | ラワル 40分  |

| ハインドマーシュ・スタジアム 入場者数: 18,340人 主審: Felipe Ramos (メキシコ) |

### グループB
| 位 | 国       | 勝 | 分 | 負 | 得 | 失 | 差 | 点 |
| -- | -------- | -- | -- | -- | -- | -- | -- | -- |
| 1. | チリ     | 2  | 0  | 1  | 7  | 3  | +4 | 6  |
| 2. | スペイン | 2  | 0  | 1  | 6  | 3  | +3 | 6  |
| 3. | 韓国     | 2  | 0  | 1  | 2  | 3  | -1 | 6  |
| 4. | モロッコ | 0  | 0  | 3  | 1  | 7  | -6 | 0  |

| 2000年9月14日 18:30 |

| 韓国 | 0–3 | スペイン                                                      |
|      |     | ベラマサン 10分 · ホセ・マリ 26分 · シャビ・エルナンデス 37分 |

| ハインドマーシュ・スタジアム,アデレード 入場者数: 18,060人 主審: Ramos Rizo (メキシコ) |

| 2000年9月14日 20:00 |

| モロッコ    | 1–4 | チリ                                                |
| ウチラ 79分 |     | サモラーノ 36分, 46分 (pen.) · ナヴィア 72分 (pen.) |

| メルボルン・クリケットグラウンド 入場者数: 92,654人 主審: Saad Kamil Al-Fadhli (クウェート) |

| 2000年9月17日 18:30 |

| 韓国        | 1–0 | モロッコ |
| 李天秀 53分 |     |          |

| ハインドマーシュ・スタジアム 入場者数: 18,753人 主審: Herbert Fandel (ドイツ) |

| 2000年9月17日 20:00 |

| スペイン      | 1–3 | チリ                                |
| ラクルス 54分 |     | オラーラ 24分 · ナヴィア 41分, 90分 |

| メルボルン・クリケットグラウンド 入場者数: 98,061人 主審: フェリックス・タンガワリマ (ジンバブエ) |

| 2000年9月20日 18:30 |

| 韓国        | 1–0 | チリ |
| 李東国 28分 |     |      |

| ハインドマーシュ・スタジアム 入場者数: 18,309人 主審: ルボシュ・ミヘル (スロバキア) |

| 2000年9月20日 20:00 |

| スペイン                      | 2–0 | モロッコ |
| ホセ・マリ 33分 · ガブリ 90分 |     |          |

| メルボルン・クリケットグラウンド 入場者数: 94,623人 主審: Jun Lu (中国) |

### グループC
| 位 | 国             | 勝 | 分 | 負 | 得 | 失 | 差 | 点 |
| -- | -------------- | -- | -- | -- | -- | -- | -- | -- |
| 1. | アメリカ合衆国 | 1  | 2  | 0  | 6  | 4  | +2 | 5  |
| 2. | カメルーン     | 1  | 2  | 0  | 5  | 4  | +1 | 5  |
| 3. | クウェート     | 1  | 0  | 2  | 6  | 8  | -2 | 3  |
| 4. | チェコ         | 0  | 2  | 1  | 5  | 6  | -1 | 2  |

| 2000年9月13日 20:00 |

| アメリカ合衆国                    | 2–2 | チェコ                                     |
| オルブライト 21分 · ウォルフ 44分 |     | ヤンクロフスキ 28分 · ドシェク 52分 (pen.) |

| ブルース・スタジアム,キャンベラ 入場者数: 24,800人 主審: カルロス・エウジェニオ・シモン (ブラジル) |

| 2000年9月13日 19:00 |

| カメルーン                                    | 3–2 | クウェート                    |
| アルヌジ 37分 · エムボマ 76分 · ローレン 86分 |     | ムタイリ 63分 · ムバラク 88分 |

| ブリスベン・クリケットグラウンド 入場者数: 26,730人 主審: Bruce Grimshaw (ニュージーランド) |

| 2000年9月16日 20:00 |

| アメリカ合衆国  | 1–1 | カメルーン    |
| ヴァゲナス 64分 |     | エムボマ 16分 |

| ブルース・スタジアム 入場者数: 22,379人 主審: Mario Sanchez Yanten (チリ) |

| 2000年9月16日 19:00 |

| チェコ                         | 2–3 | クウェート                          |
| ハインツ 2分 · レンジェル 91分 |     | ムタイリ 56分 · サイード 64分, 73分 |

| ブリスベン・クリケットグラウンド 入場者数: 92,182人 主審: Mourad Daami (チュニジア) |

| 2000年9月19日 20:00 |

| アメリカ合衆国                                  | 3–1 | クウェート    |
| カリフ 40分 · オルブライト 63分 · ドノバン 88分 |     | ナジェム 83分 |

| メルボルン・クリケットグラウンド 入場者数: 99,684人 主審: Herbert Fandel (ドイツ) |

| 2000年9月19日 20:00 |

| チェコ        | 1–1 | カメルーン    |
| ドシェク 53分 |     | ローレン 24分 |

| ブリスベン・クリケットグラウンド 入場者数: 93,442人 主審: Simon Micallef (オーストラリア) |

### グループD
| 位 | 国               | 勝 | 分 | 負 | 得 | 失 | 差 | 点 |
| -- | ---------------- | -- | -- | -- | -- | -- | -- | -- |
| 1. | ブラジル         | 2  | 0  | 1  | 5  | 4  | +1 | 6  |
| 2. | 日本             | 2  | 0  | 1  | 4  | 3  | +1 | 6  |
| 3. | 南アフリカ共和国 | 1  | 0  | 2  | 5  | 5  | 0  | 3  |
| 4. | スロバキア       | 1  | 0  | 2  | 4  | 6  | -2 | 3  |

| 2000年9月14日 19:00 |

| ブラジル                                                     | 3–1 | スロバキア    |
| エドゥ 30分 · チショフスキー 68分 (o.g.) · アレックス 90+1分 |     | ポラジク 26分 |

| ブリスベン・クリケットグラウンド 入場者数: 94,616人 主審: Simon Micallef (オーストラリア) |

| 2000年9月14日 20:00 |

| 南アフリカ共和国 | 1–2 | 日本            |
| ノンヴェテ 31分  |     | 高原 46分, 78分 |

| ブルース・スタジアム,キャンベラ 入場者数: 17,500人 主審: Stéphane Bré (フランス) |

| 2000年9月17日 19:00 |

| ブラジル    | 1–3 | 南アフリカ共和国                                      |
| エドゥ 11分 |     | フォーチュン 10分 · ノンヴェテ 74分 · レコエレア 90分 |

| ブリスベン・クリケットグラウンド 入場者数: 96,328人 主審: Bruce Grimshaw (ニュージーランド) |

| 2000年9月17日 20:00 |

| スロバキア    | 1–2 | 日本                    |
| ポラジク 83分 |     | 中田英 67分 · 稲本 74分 |

| ブルース・スタジアム 入場者数: 18,289人 主審: Falla N'Doye (シンガポール) |

| 2000年9月20日 19:00 |

| ブラジル       | 1–0 | 日本 |
| アレックス 5分 |     |      |

| ブリスベン・クリケットグラウンド 入場者数: 96,608人 主審: Stéphane Bré (フランス) |

| 2000年9月20日 20:00 |

| スロバキア                  | 2–1 | 南アフリカ共和国  |
| チネゲ 64分 · スラホル 72分 |     | マッカーシー 75分 |

| ブルース・スタジアム 入場者数: 14,562人 主審: Mario Sanchez Yanten (チリ) |

### 準々決勝
※決勝トーナメントの延長戦はゴールデンゴール方式
| 2000年9月23日 18:30 |

| アメリカ合衆国                                   | 2–2 (延長) | 日本                       |
| ウォルフ 68分 · ヴァゲナス 90分 (pen.)           |            | 柳沢 30分 · 高原 72分      |
|                                                  | PK戦       |                            |
| ヴァゲナス アグース ドノバン ウォルフ ビクトリン | 5 - 4      | 中村 稲本 森岡 中田英 明神 |

| ハインドマーシュ・スタジアム,アデレード 入場者数: 28,345人 主審: フェリックス・タンガワリマ (ジンバブエ) |

| 2000年9月23日 19:00 |

| ブラジル             | 1–2 (延長) | カメルーン                     |
| ロナウジーニョ 90+分 |            | エムボマ 17分 · エムバミ 113分 |

| ブリスベン・クリケットグラウンド 入場者数: 97,332人 主審: Herbert Fandel (ドイツ) |

| 2000年9月23日 20:00 |

| イタリア | 0–1 | スペイン    |
|          |     | ガブリ 86分 |

| シドニー・フットボール・スタジアム 入場者数: 45,134人 主審: カルロス・エウジェニオ・シモン (ブラジル) |

| 2000年9月23日 20:00 |

| チリ                                                                | 4–1 | ナイジェリア |
| コントレラス 17分 · サモラーノ 18分 · ナヴィア 42分 · テージョ 65分 |     | アガリ 76分  |

| メルボルン・クリケットグラウンド 入場者数: 94,425人 主審: Saad Kamil Al-Fadhli(クウェート) |

### 準決勝
| 2000年9月26日 20:00 |

| スペイン                                        | 3–1 | アメリカ合衆国         |
| タムード 16分 · アングロ 25分 · ホセ・マリ 87分 |     | ヴァゲナス 42分 (pen.) |

| シドニー・フットボール・スタジアム 入場者数: 44,800人 主審: Mourad Daami (チュニジア) |

| 2000年9月26日 21:00 |

| チリ                 | 1–2 | カメルーン                           |
| アバンダ 78分 (o.g.) |     | エムボマ 84分 · ローレン 89分 (pen.) |

| メルボルン・クリケットグラウンド 入場者数: 94,338人 主審: Stéphane Bré (フランス) |

### 3位決定戦
| 2000年9月29日 20:00 |

| チリ                         | 2–0 | アメリカ合衆国 |
| サモラーノ 69分 (pen.), 84分 |     |                |

| シドニー・フットボール・スタジアム 入場者数: 96,381人 主審: Simon Micallef (オーストラリア) |

### 決勝
| 2000年9月30日 12:00 |

| カメルーン                               | 2 - 2 (延長) | スペイン                                            |
| 53分 (o.g.) アマジャ · 58分 エトオ       |              | 2分 シャビ・エルナンデス · 45分 ガブリ              |
|                                          | PK戦         |                                                     |
| エムボマ エトオ ジェレミ ローレン ウォメ | 5 - 3        | シャビ・エルナンデス カプデビラ アマジャ アルベルダ |

| シドニー、スタジアム・オーストラリア 観客数: 104,000人 主審: フェリペ・ラモス |

## 最終結果
| 順位 | 国・地域       |
| ---- | -------------- |
| 1    | カメルーン     |
| 2    | スペイン       |
| 3    | チリ           |
| 4    | アメリカ合衆国 |